# Erick Avari
Erick Avari, né Nariman Eruch Avari le 13 avril 1952 à Darjeeling (Inde), est un acteur indo-américain.
Au cinéma, il a joué dans La Bête de guerre, Le Concierge du Bradbury, Une épouse trop parfaite, Stargate, la porte des étoiles, Independence Day, La Momie, Le 13e Guerrier, La Planète des singes, La Prison de verre, Les Aventures de Mister Deeds, Daredevil, Dark Matter, La Guerre selon Charlie Wilson et Hatchi.
À la télévision, il a fait plusieurs apparitions dans les séries : Stargate SG-1, X-Files, Felicity, Alias, Loïs et Clark : Les Nouvelles Aventures de Superman, Profiler, Star Trek: Enterprise, NCIS : Los Angeles, Star Trek: Deep Space Nine, New York, unité spéciale, Warehouse 13, Heroes, Burn Notice, Mentalist, Castle et Grimm.
Il participe également aux téléfilms : Maman, je suis seul contre tous et Les Aventures de Flynn Carson : Le Trésor du roi Salomon.

## Filmographie

### Cinéma
- 1962 : Kanchenjungha
- 1984 : Nothing Lasts Forever : Toulouse Lautrec
- 1988 : La Bête de guerre (The Beast of War) : Samad
- 1989 : Morte mais pas trop (She's back) : Deli Owner
- 1989 : She's Back : patron du restaurant
- 1992 : Sang chaud pour meurtre de sang-froid (Final Analysis) : Moderator
- 1992 : L'Homme d'Encino (Encino Man) : Raji
- 1993 : Le Concierge du Bradbury (For Love or Money) : Benny le bijoutier
- 1994 : Une épouse trop parfaite (Dream Lover) : Dr. Spatz
- 1994 : Color of Night : Cabbie
- 1994 : Stargate, la porte des étoiles (Stargate) : 'Good Father' Kasuf
- 1996 : The Undercover Kid : Brach
- 1996 : Independence Day : responsable du SETI
- 1997 : McHale's Navy: y a-t-il un commandant à bord? (McHale's Navy) : dirigeant européen
- 1999 : La Momie (The Mummy) : Dr. Terrence Bey
- 1999 : Le 13e Guerrier (The 13th Warrior) : Hosein, guide de la caravane
- 2001 : Ritual : Dr. Peter Winsfold
- 2001 : On Wings of Fire
- 2001 : La Planète des singes (Planet of the Apes) : Tival
- 2001 : La Prison de verre (The Glass House) : Ted Ross
- 2002 : 3 Days of Rain : Alex
- 2002 : Incest : Paul
- 2002 : Les Aventures de Mister Deeds (M. Deeds) : Cecil Anderson
- 2002 : Le Maître du déguisement (The Master of Disguise) de Perry Andelin Blake : fabricant de cigares
- 2003 : Daredevil : Nikolas Natchios
- 2003 : Searching for Haizmann : le père Mark Reeder
- 2005 : Dancing in Twilight : Matt
- 2005 : The L.A. Riot Spectacular : Matre'd
- 2006 : Le vol des morts-vivants : Dr. Bennett
- 2007 : Plane of the Dead : Dr. Léo Bennett
- 2007 : Postal : Habib
- 2007 : La Guerre selon Charlie Wilson : Avi Perlman
- 2008 : Dark Matter : Professeur R.K. Gazda
- 2010 : Hatchi : Jasjeet

### Télévision
- 1989 : True Blue : Hakim Huzan
- 1963 : Hôpital central (General Hospital) : Ahmed Hakeem (1991)
- 1992 : La Passagère de l'oubli (Treacherous Crossing) : Don Gallegher
- 1992 : Le Prince de Bel-Air (saison 2, épisode 18) : Cedric
- 1993 : L'Affaire Amy Fisher : Désignée coupable (Casualties of Love: The Long Island Lolita Story) : Surgeon
- 1993 : La Loi du professionnel (The Hit List) : Pharmaceutical Wholesaler
- 1993 : Scam : Mr. Ayub
- 1994 : Nuits de Chine (Don't Drink the Water) : Emir's Aide
- 1994 : Star Trek: Deep Space Nine (saison 3, épisode 15) : Vedek Yarka
- 1995 : Loïs et Clark : Les Nouvelles Aventures de Superman (saison 2, épisode 19) : Mr. Moonhauer
- 1995 : Aladdin on Ice : The Mystic Traveler
- 1996 : Alf : Rocket (voix)
- 1996 : Le Poids du passé (To Face Her Past) : Dr. Webster
- 1996 : Profiler (saison 2, épisode 1) : Ashok Dupree
- 1998–2001 : Stargate SG-1 (3 épisodes) : Kasuf
- 2001 : Star Trek: Enterprise (saison 1, épisode 6) : Jamin
- 2001 : X-Files : Aux frontières du réel (saison 9, épisode 5) : Dr. Herb Fountain
- 2001 : Felicity (saison 4, épisode 6 et 11) : Dr. Ansari
- 2002 : Maman, je suis seul contre tous (Home Alone 4) : M. Prescott
- 2003 : Alias : Dr. Vasson
- 2005 : Heroes : Shandra Suresh
- 2006 : Les Aventures de Flynn Carson : Le Trésor du roi Salomon (The Librarian: Return to King Solomon's Mines) : Général Samir
- 2007 : New York, unité spéciale (saison 6, épisode 11) : Kazi Hasni
- 2008 : Burn Notice (saison 2, épisode 2 et 8) : Nefzi
- 2010 : Castle (saison 2, épisode 19) : Rupert Bentley
- 2010 : Lie to Me (saison 2, épisode 19) : Dr Kozell (non crédité)
- 2011 : Warehouse 13 (saison 3, épisode 12) : Caturanga
- 2012 : NCIS : Los Angeles (saison 4, épisode 1) : Hosein Khadem
- 2013 : Mentalist (saison 5, épisode 15) : Dr Reinhardt
- 2014 : Scorpion (saison 1, épisode 2) : Dr Richter
- 2014 : Grimm (saison 4, épisode 6) : JP
- 2014 : Major crimes (saison 3, épisode 5) : Ravi Madhavan
- 2015 : The Brink (7 épisodes) : Hasan
- 2017 : The Chosen : Nicodème

## Jeux vidéo
- 1997 : Zork: Grand Inquisitor : Zork, l'inquisiteur